# 力戦
力戦（りきせん）とは、将棋や囲碁では、定石（定跡）から外れた戦いのことである。

## 語源
『史記』馮唐伝より。力を尽くして戦うことを言う。
前例がない対局であれば、対局者自身の実力のみで戦うという意味からか。

## 将棋
青野照市『「観る将」もわかる将棋用語ガイド』（創元社, 2018）や窪寺紘一『日本将棋集成』（人物往来社, 1995）など、棋書や用語集での解説では、「力戦」とは定跡に従わない、力まかせの将棋としている。定跡形ではなく、見たことがない展開や局面で戦うこと。
類似の名称に「手将棋」（てしょうぎ）、「力将棋」（ちからしょうぎ）などがある。序盤や中盤の早い段階から、定跡とされている局面から外れたり、過去の実戦で現れたことの少ない局面になることで、展開は対局者にとって知識と経験よりも読みの力が試される力将棋・手将棋となるのであるが、力将棋の例には、定跡展開になりにくい相振り飛車などがある。
力戦のうち、序盤から荒れた展開になった将棋を「乱戦」（らんせん）と呼ぶ。力戦の戦形や局面のことを「力戦形」（りきせんけい）もしくは「力戦調」（りきせんちょう）という。また、そのような将棋を好んで指す棋風の人のことを「力戦派」と呼ぶことが多い。藤井聡太はさらにこれを比喩に棋士の食事（つまり将棋めし）の注文方法を述べており、つまり毎回、同じメニューを頼んでいる・決めている人が定跡派、その日の気分や状況によって変えているのが力戦派としている。
戦型のうち嬉野流や後手村田システムの2手目4二銀などや、振り飛車では相振り飛車以外に、飛車先交換型の振り飛車（例えば立石流四間飛車や佐藤康光の指す一連の振り飛車）、角交換振り飛車（４手目△3三角、△3三金型振り飛車や早石田も含む）やゴキゲン中飛車系統の5筋位取り中飛車、先手中飛車等々の角道を開けた振り飛車を特に「力戦振り飛車」と呼ばれていたため、1990年代後半以降に「主流」となり振り飛車戦法として標準化して以降も、そうした振り飛車の著書は島朗『島ノート振り飛車編』（2002年）菅井竜也『菅井ノート』シリーズ (2012～　）以外は、 小林健二『力戦スーパー振り飛車』（1997年）、 戸辺誠『楽しく勝つ!! 力戦振り飛車 (2008年）、 鈴木大介『最強力戦振り飛車マニュアル』（2004年）『実戦教室攻める振り飛車: 四間飛車穴熊&力戦振り飛車』（2000年）、 佐藤康光『佐藤康光の力戦振り飛車』（2010年） など、タイトルに「力戦」の文字がみられる。

### 力戦派
もともと坂田三吉など昭和の頃から関西の棋士、真剣師出身で東海地方出身の花村元司などといった棋士などは力戦派とみられており、青野照市も自分が若手棋士の頃は、関東は理論派、関西は力戦派と言われ、関西は研究では勝てないが、力で勝負という風潮だったとしている。その後も関西の棋士は力戦派の棋士が多く、公式戦には出ないような将棋になることが多いという。 実際にABEMAトーナメントのABEMA地域対抗戦で中国・四国チームは「力戦 個性派 大進撃～大山 升田の如く～」などと評された。
力戦派とされるのは確かに関西/西日本の棋士が多く、次の棋士：個性派力戦党などとも称される 山崎隆之、糸谷哲郎 島本亮や野田敬三、 藤本渚、 竹内雄悟、 黒田尭之と服部慎一郎などがあげられている。西日本出身の都成竜馬も自らを力戦派と呼ぶが、黒沢怜生は都成については対局時に考えるタイプではなくて、事前準備がある力戦派としている 。また四国出身の武市三郎も力戦振り飛車党などと呼ばれ、力戦調の筋違い角や風変わりな右玉などを指しこなしていた。
佐藤康光も変わった戦型と棋風で力戦派とみられるが、本人は自身の将棋を「力戦派」と言われることに抵抗があるところがあり、これについて「自分なりにしっかりと論理立てて指している意識があるからだ･･･（中略）…”力の入った戦い”の跡ということで納得することにする」としている。

## 囲碁
別名「力碁（ちからご）」。

### 力戦派
力碁を好むスタイルの棋士一覧。
- 加藤正夫 - 名誉王座。
- 結城聡
- 山下敬吾 - 平成四天王の1人。
- 井山裕太 - 史上初の7冠達成者、名誉棋聖、二十六世本因坊、名誉天元、名誉碁聖。
- 一力遼 - グロービス杯の初代優勝者。
- 許家元
- 芝野虎丸